# Märrklobbarna
Märrklobbarna är en ö i Åland (Finland). Den ligger i Skärgårdshavet eller Bottenhavet och i kommunen Geta i landskapet Åland, i den sydvästra delen av landet. Ön ligger omkring 38 kilometer norr om Mariehamn och omkring 290 kilometer väster om Helsingfors.
Öns area är 15,6 hektar och dess största längd är 1 kilometer i nord-sydlig riktning. I omgivningarna runt Märrklobbarna växer i huvudsak barrskog.